# 穆斯柳莫沃區
55°19′N 53°18′E / 55.317°N 53.300°E
穆斯柳莫沃區（俄语：Муслюмовский район），是俄羅斯的一個區，位於該國西部，由韃靼斯坦共和國負責管轄，面積1,464.3平方公里，2010年人口21,884，人口密度每平方公里14.95人。